# Jodłownicowate
Jodłownicowate, bondarcewowate (Bondarzewiaceae Kotl. & Pouzar) – rodzina grzybów znajdująca się w rzędzie gołąbkowców.

## Charakterystyka
Bazydiokarp roczny, rozpostarty, rozpostarto-odgięty, wiotki lub spłaszczony, klawiarioidalny. Hymenofor kolczasty, irpicoidalny lub poroidalny. Trama miękka do twardej, biaława lub blada. System strzępkowy monomityczny do typowo dimitycznego z nierozgałęzionymi lub słabo rozgałęzionymi strzępkami szkieletowymi. Sprzążki czasami występują, czasami ich brak (ale często występują w kulturach). Zwykle występują strzępki gloecystydialne i gleocystyd. Bazydiospory kuliste do elipsoidalnych, rzadko nieco cylindryczne, zdobione lub rzadziej gładkie, cienkościenne do nieco grubościennych, amyloidalne.

## Systematyka
Rodzina Bondarzewiaceae jest zaliczana według Index Fungorum bazującego na Dictionary of the Fungi do rzędu Russulales i należą do niej rodzaje:
- Amylaria Corner 1955
- Amylosporus Ryvarden 1973
- Bondarzewia Singer 1940 – jodłownica
- Gloiodon P. Karst. 1879 – lepkoząb
- Heterobasidion Bref. 1888 – korzeniowiec
- Laurilia Pouzar 1959
- Lauriliella Nakasone & S.H. He 2017
- Spiniger Stalpers 1974
- Stecchericium D.A. Reid 1963
- Wrightoporia Pouzar 1966

Polskie nazwy na podstawie pracy Władysława Wojewody z 2003 r.